# カンザキカナリ
カンザキ カナリ（8月31日 - ）は、日本の女性声優。東京都出身。百合をテーマにした作品の際は三日月一花の名義を使用。所属はフリー。

## 人物
2006年までアトリエピーチに所属していた。その後フリーを経て2008年4月1日よりエーエス企画に所属。2010年3月1日より再びフリーとなる。
主にアダルトゲームに声をあてている。井川慶と阪神タイガースの熱狂的なファンとして知られていたが、近年は横浜DeNAベイスターズを応援している。

## 出演
太字はメインキャラクター。

### OVA
- モエかん THE ANIMATION（2003年、霧島 香織）
- 永遠のアセリア 『求め』の声（2005年、エスペリア・グリーンスピリット）

### 一般向ゲーム
- 桃色大戦ぱいろん（2010年、みなみ）

### アダルトゲーム
2000年
- キャッスルファンタジア〜エレンシア戦記〜（リー＝ミンファ）
- いただきじゃんがりあん（太刀川 マキ）
- メンアットワーク!2〜ハンターアカデミーへようこそ〜（ミーナ=ウィンストン）

2001年
- SIMPLE1500シリーズ Vol.71 THE 恋愛シミュレーション2 ～ふれあい～（寿 まつの）
- Trois 〜トロワ〜（天沼 あおば）

2002年
- 戦女神2 〜失われし記憶への鎮魂歌〜（エクリア＝フェミリンス、水の巫女）
- 股人タクシー3（日吉 椋）
- SinsAbell 〜緋昏し空の遠く〜（ノイン＝サヴェス）
- 恥辱診察室（久保 加奈子）
- てんあく（メルティ）
- とらいあんぐるハート1・2・3 DVD EDITION（春原 七瀬）
- 従姫 -ともひめ-（桜井 歩、アグネス・ウインステッド）
- なないろ 恋の天気予報（三上 杏）
- 初恋（高鷺 花梨）
- はじらひ （中野 瑞恵）
- 雪の華（娘）
- メンアットワーク!2フルボイス版（メンアットワーク！３ DVD版同梱）（ミーナ・ウィンストン）
- メンアットワーク!3DVD版同梱版（ミーナ・ウィンストン）

2003年
- うさみみデリバリーズ!!（一乃蔵 可憐）
- 永遠のアセリア -The Spirit of Eternity Sword- （エスペリア＝グリーンスピリット）
- カラフルキッス 〜12コの胸キュン!〜（若葉）
- キャッスルファンタジア〜エレンシア戦記〜リニューアル（リー＝ミンファ）
- 幻燐の姫将軍2 〜導かれし魂の系譜〜（エクリア＝テシュオス(フェリミンス)、娼婦《亡国の姫》）
- SIMPLE2000シリーズ Vol.36 THE 娘♥育成シミュレーション ～お父さんといっしょ～（高宮、ハルカ）
- SEXFRIEND 〜セックスフレンド〜（野々宮 華緒梨）
- 詩乃先生の誘惑授業（春日 瞳）
- ドキドキお姉さん（川奈 瞳）
- ときどきシュガー（古河 芳生）
- 痴漢者トーマス（柳原 千晶）
- ぱにっく ぷりんせす（アルストロメリア=リーリウム）
- 満淫電車（三輪 遥香）
- 魔女っ娘ア・ラ・モード（シルビア＝アイゼット）
- まじょかべ 魔女っ娘ア・ラ・モード壁紙集（シルビア・アイゼット）
- モエかん（霧島 香織）

2004年
- 愛 cute!キミに恋してる（未来）
- クライミライ（奄美 花梨）
- 永遠のアセリア EXPANSION -The Spirit of Eternity Sword- （エスペリア＝グリーンスピリット）
- 水泳教室 〜冬でもスクール水着〜（葉月 真央）
- 巣作りドラゴン（冒険者G）
- 恥辱診察室 DVD EDITION（久保 加奈子）
- 鉄腕がっちゅ!（マリカ）
- DUEL SAVIOR（リリィ＝シアフィールド）
- 友達以上恋人未満（出雲 さくら）
- 放課後〜濡れた制服〜（天河 あゆみ）
- まじれす!! 〜おまたせ♪Little-wing〜（浦辺 友、ゲルティース）
- ままらぶ（クリスティーナ）
- もふ×もきゅ 〜ご主人様のお世話します〜（比良坂 葵）
- 凌辱人妻温泉（水瀬遼子）

2005年
- As you like 〜星降る夜にロマンスを〜（神山 優衣）
- いただきじゃんがりあんR（太刀川 マキ）
- 淫乱人妻アパート（堺 彩子） 
- GALZOOアイランド 担当役非公表
- クライミライ3（奄美 花梨）
- Dancing Crazies（クリス、女犯罪者、女同僚、近所の奥さん）
- DUEL SAVIOR JUSTICE（リリィ＝シアフィールド）
- ブルーフロウ（アリーナ＝マルシアン、アリシア＝アリエス、メリッサ＝プラントン）
- 魔女っ娘ア・ラ・モードDVD EDITION（シルビア＝アイゼット）

2006年
- 足コキ若奥さま 搾り出し同盟（夏絵）
- AYAKASHI（夜明 エイム）
- クライミライDVD EDITION（奄美 花梨）
- グリンスヴァールの森の中 〜成長する学園〜（歌焔）
- Pia♥キャロットへようこそ!!G.O. 〜グランド・オープン〜（堀内 さな）
- 汚れた制服白書 〜姉妹、剥かれる〜（麻紀）
- 峰深き瀬にたゆたう唄（ラウラ＝セフィット）
- ダブルソリッド（ソフィ）
- 操心術2（吉峰 麗）

2007年
- EVE new generation X（三六九）
- クライミライ4（奄美 花梨）
- 絶対★妹至上主義!!（友里 円）
- ぴあ雀（堀内 さな）
- 女神大戦（アゼーナ）
- 汁だく彼女（岩佐 幸恵）

2008年
- 闘神都市Ⅲ 担当キャラ非公表
- ドキドキお姉さん（川奈 瞳）

2009年
- ツンデレ淫乱少女すくみ（夏水 すくみ）

2010年
- 永遠のアセリア Special Edition （エスペリア＝グリーンスピリット）
- 魔王戦記（アリシア＝エストルン）

2011年
- シオンの血族（藤堂 冬子）
- 放課後キッチン（石動 紡）

2015年
- その花びらにくちづけを にゅーじぇね!（三澤 渚） ※三日月一花 名義

2016年
- 恋と恋するユートピア（高杉 奈々緒）
- びしょぬれキッズ ～水鉄砲で濡れた女の子～

2017年
- 魔王の始め方オンライン（クラーケン）

2020年
- 流星ペンデュラムハート（ゲノムハンター・グレイ）

### ドラマCD
- ○学○年生 G-typeドラマCD（花生かなり）
- ドラマCD 巨乳家族（尾上洋子）
- めぐる季節のなかで 夏秋編（2015年、町田あずさ[9]）

### その他
- 日本オタク大賞
- ランジェリー戦士パピヨンローゼ（Webサイト）
- 東方M-1ぐらんぷり（博麗霊夢）

## インターネットラジオ
- アケミとマリカのがっちゅみりみり放送局（パーソナリティー：マリカ）